# Dacnis hartlaubi
El dacnis turquesa o mielero turquesa (Dacnis hartlaubi) es una especie de ave paseriforme de la familia Thraupidae, perteneciente al  género Dacnis. Es endémica de Colombia.

## Distribución y hábitat
Se encuentra de forma localizada en regiones andinas del centro oeste de Colombia, ha sido registrada en los departamentos de Valle de Cauca, Huila, Quindío, Antioquia, Risaralda, Cundinamarca, Boyacá y Santander. La Serranía de las Quinchas, en Boyacá, puede albergar una importante población.
Esta especie es considerada rara y local en sus hábitats naturales: los bosques húmedos de montaña de los Andes, bordes del bosque, plantaciones y claros arbolados adyacentes, principalmente entre los 1300 y 2200 m de altitud, pero ha sido registrada entre 300 y 2845 m s. n. m.

## Estado de conservación
El dacnis turquesa ha sido calificado como vulnerable por la Unión Internacional para la Conservación de la Naturaleza (IUCN) debido a que su pequeña zona de distribución es muy fragmentada y poco conocida, y se presume que su población, estimada entre 2500 y 10 000 individuos maduros, esté en decadencia (con algunas posibles extinciones locales) como resultado de la continua pérdida de hábitat. Está muy cerca de ser calificada como amenazada de extinción, pero ha sido registrada en más de cinco localidades y exhibe alguna tolerancia a la perturbación de su hábitat.

## Descripción
En promedio mide 11 cm de longitud. Presenta un fuerte dimorfismo sexual, como las demás de su género. El plumaje de macho es azul turquesa, con una amplia línea ocular negra a manera de antifaz que va del pico hasta la nuca; garganta, lomo, alas y cola negros. La hembra tiene las partes superiores marrón oscuro; garganta y pecho color ante grisáceo; vientre amarillento y bordes de las alas color leonado claro.

## Alimentación
Se alimenta principalmente de frutos.

## Sistemática

### Descripción original
La especie D. hartlaubi fue descrita por primera vez por el zoólogo británico Philip Lutley Sclater en 1855 bajo el mismo nombre científico; la localidad tipo es: «La Cumbre, Valle del Cauca, Colombia».

### Etimología
El nombre genérico femenino Dacnis deriva de la palabra griega «daknis», tipo de ave de Egipto, no identificada, mencionada por Hesiquio y por el gramático Sexto Pompeyo Festo; y el nombre de la especie «hartlaubi» conmemora al ornitólogo alemán Gustav Hartlaub (1814–1900).

### Taxonomía
Es monotípica. Los amplios estudios filogenéticos recientes demuestran que la presente especie es pariente próxima al par formado por Dacnis viguieri y Dacnis lineata.